# Volvatella ayakii
Volvatella ayakii is een slakkensoort uit de familie van de Volvatellidae. De wetenschappelijke naam van de soort is voor het eerst geldig gepubliceerd in 1972 door Hamatani.